# Thailand i olympiska sommarspelen 2004
Thailand i olympiska sommarspelen 2004 bestod 42 av idrottare som blivit uttagna av Thailands olympiska kommitté.

## Medaljer i urval
| Medalj | Namn                   | Sport     | Gren            |
| ------ | ---------------------- | --------- | --------------- |
| Guld   | Manus Boonjumnong      | Boxning   | Lätt weltervikt |
| Silver | Worapoj Petchkoom      | Boxning   | Bantamvikt      |
| Brons  | Suriya Prasathinphimai | Boxning   | Mellanvikt      |
| Brons  | Yaowapa Boorapolchai   | Taekwondo | Damernas −49 kg |

## Badminton
| Idrottare                                   | Gren        | Sextondelsfinaler                                  | Åttondelsfinaler                                            | Kvartsfinaler                                 | Semifinaler                        | Final                                      | Final     |
| Idrottare                                   | Gren        | Motståndare Resultat                               | Motståndare Resultat                                        | Motståndare Resultat                          | Motståndare Resultat               | Motståndare Resultat                       | Placering |
| ------------------------------------------- | ----------- | -------------------------------------------------- | ----------------------------------------------------------- | --------------------------------------------- | ---------------------------------- | ------------------------------------------ | --------- |
| (5) Sudket Prapakamol Saralee Thungthongkam | Mixeddubbel | Bye                                                | Fredrik Bergström Johanna Persson (SWE) L (3-15,17-14,3-15) | Gick inte vidare                              | Gick inte vidare                   | Gick inte vidare                           |           |
| Salakjit Ponsana                            | Damsingel   | Miho Tanaka (JPN) W (11-7,5-11,11--8)              | (1) Gong Ruina (CHN) L (8-11,3-11)                          | Gick inte vidare                              | Gick inte vidare                   | Gick inte vidare                           |           |
| Damdubbel                                   | Doubles     | Denyse Julien Anna Rice (CAN) W (15-3,15-4)        | (8) Chikako Nakayama Keiko Yoshitomi (JPN) W (15-4,15-11)   | (1) Zhang Jiewen Yang Wei (MAS) L (2-15,4-15) | Gick inte vidare                   | Gick inte vidare                           |           |
| Boonsak Ponsana                             | Herrsingel  | Chris Dednam (RSA) W (15-1,15-0)                   | (5) Lee Hyun-Il (KOR) W (15-11,15-13)                       | Ronald Susilo (SIN) W (15-10,15-1)            | Taufik Hidayat (INA) L (9-15,2-15) | (8) Sony Dwi Kuncoro (INA) L (11-15,16-17) | 4:a       |
| Pramote Teerawiwatana Tesana Panvisvas      | Herrsingel  | Ashley Brehaut Travis Denney (AUS) W (15-3,15-9)   | (4) Choong Tan Fook Lee Wan Wah (MAS) L (10-15,13-15)       | Gick inte vidare                              | Gick inte vidare                   | Gick inte vidare                           |           |
| Sudket Prapakamol Patapol Ngernsrisuk       | Herrdubbel  | Anthony Clark Nathan Robertson (GBR) L (5-15,9-15) | Gick inte vidare                                            | Gick inte vidare                              | Gick inte vidare                   | Gick inte vidare                           |           |

## Bordtennis
Damsingel
- Nanthana Komwong
  - Omgång 1: Besegrade Mouma Das från Indien (11 - 6, 11 - 7, 11 - 3, 12 - 10)
  - Omgång 2: Besegrade Nicole Struse från Tyskland (11 - 7, 11 - 4, 9 - 11, 11 - 7, 13 - 11)
  - Omgång 3: Förlorade mot (16) Viktoria Pavlovich från Vitryssland (4 - 11, 6 - 11, 11 - 9, 3 - 11, 11 - 7, 1 - 11)

## Boxning
| Idrottare              | Gren            | Sextondelsfinaler                | Åttondelsfinaler                        | Kvartsfinaler              | Semifinaler                         | Final                                    | Final     |
| Idrottare              | Gren            | Motståndare Resultat             | Motståndare Resultat                    | Motståndare Resultat       | Motståndare Resultat                | Motståndare Resultat                     | Placering |
| ---------------------- | --------------- | -------------------------------- | --------------------------------------- | -------------------------- | ----------------------------------- | ---------------------------------------- | --------- |
| Suban Pannon           | Lätt flugvikt   | Salim Salimov (BUL) W 26:14      | Yan Bhartelemy Varela (CUB) L 14:23     | Gick inte vidare           | Gick inte vidare                    | Gick inte vidare                         |           |
| Somjit Jongjohor       | Flugvikt        | Kim Ki-Suk (KOR) W 22:12         | Yuriorkis Gamboa Toledano (CUB) L 21:26 | Gick inte vidare           | Gick inte vidare                    | Gick inte vidare                         |           |
| Worapoj Petchkoom      | Bantamvikt      | Kim Won-Il (KOR) W RSCOS         | Khavazhi Khatsigov (BEL) W 33:18        | Nestor Bolum (NGR) W 29:14 | Aghasi Mammadov (AZE) W 27:19       | Guillermo Rigondeaux Ortiz (CUB) L 13:22 |           |
| Somluck Kamsing        | Fjädervikt      | Benoit Gaudet (CAN) L 17:32      | Gick inte vidare                        | Gick inte vidare           | Gick inte vidare                    | Gick inte vidare                         |           |
| Manus Boonjumnong      | Lätt weltervikt | Spyridon Ioannidis (GRE) W 28:16 | Romeo Brin (PHI) W 29:15                | Willy Blain (FRA) W 20:8   | Ionut Gheorghe (ROM) W 30:9         | Yudel Johnson Cedeno (CUB) W 17:11       |           |
| Suriya Prasathinphimai | Mellanvikt      | Joseph Lubega (UGA) W 30:21      | Javid Taghiyev (AZE) W +19:19           | Oleg Mashkin (UKR) W 28:22 | Gaydarbek Gaydarbekov (RUS) L 18:24 | Gick inte vidare                         |           |

## Friidrott
Damer
Bana, maraton och gång
| Trecia Roberts | 100 meter häck | 13.80 | 34th | Gick inte vidare | Gick inte vidare | 34:a |

Fältgrenar och sjukamp
| Idrottare             | Gren        | Kval     | Kval      | Final            | Final            |      |
| Idrottare             | Gren        | Resultat | Placering | Resultat         | Placering        |      |
| --------------------- | ----------- | -------- | --------- | ---------------- | ---------------- | ---- |
| Noengrothai Chaipetch | Höjdhopp    | 1.89     | 21st      | Gick inte vidare | Gick inte vidare | 21:a |
| Juttaporn Krasaeyan   | Kulstötning | 16.49    | 25:a      | Gick inte vidare | Gick inte vidare | 25:a |

## Fäktning
Värja, herrar
- (37) Siriroj Rathprasert
  - 32-delsfinal: Besegrade (28) Mohanad Saif el din Sabry från Egypten (15 - 13)
  - Sextondelsfinal: Förlorade mot (5) Érik Boisse från Frankrike (5 - 15)

Sabel, herrar
- (17) Wiradech Kothny
  - 32-delsfinal: Bye
  - Sextondelsfinal: Besegrade (16) Fernando Medina från Spanien (15 - 13)
  - Åttondelsfinal: Förlorade mot (1) Vladimir Lukashenko från Ukraina (11 - 15)

## Ridsport

### Fälttävlan
| Ryttare      | Häst           | Gren                   | Dressyr | Dressyr   | Terräng | Terräng | Terräng   | Hoppning | Hoppning | Hoppning  | Hoppning         | Hoppning         | Hoppning         | Totalt | Totalt    |
| Ryttare      | Häst           | Gren                   | Dressyr | Dressyr   | Terräng | Terräng | Terräng   | Kval     | Kval     | Kval      | Final            | Final            | Final            | Totalt | Totalt    |
| Ryttare      | Häst           | Gren                   | Straff  | Placering | Straff  | Totalt  | Placering | Straff   | Totalt   | Placering | Straff           | Totalt           | Placering        | Straff | Placering |
| ------------ | -------------- | ---------------------- | ------- | --------- | ------- | ------- | --------- | -------- | -------- | --------- | ---------------- | ---------------- | ---------------- | ------ | --------- |
| Carlos Grave | Laughton Hills | Individuell fälttävlan | 72,80   | 70        | 12,80   | 85,60   | 49        | 11,00    | 96,60    | 46        | Gick inte vidare | Gick inte vidare | Gick inte vidare | 96,60  | 46        |

## Rodd
Damer
| Idrottare           | Gren          | Heat    | Heat      | Återkval | Återkval  | Semifinal | Semifinal | Final   | Final     | Final |
| Idrottare           | Gren          | Tid     | Placering | Tid      | Placering | Tid       | Placering | Tid     | Placering |       |
| ------------------- | ------------- | ------- | --------- | -------- | --------- | --------- | --------- | ------- | --------- | ----- |
| Phuttharaksa Nikree | Singelsculler | 8:24,03 | 5 R       | 7:53,52  | 5 SC/D    | 8:17,13   | 5 FD      | 8:00,44 | 22        |       |

## Segling
Herrar
| Seglare        | Gren    | Lopp | Lopp | Lopp | Lopp | Lopp | Lopp | Lopp | Lopp | Lopp | Lopp | Lopp | Summerad poäng | Finalplacering |
| Seglare        | Gren    | 1    | 2    | 3    | 4    | 5    | 6    | 7    | 8    | 9    | 10   | M*   | Summerad poäng | Finalplacering |
| -------------- | ------- | ---- | ---- | ---- | ---- | ---- | ---- | ---- | ---- | ---- | ---- | ---- | -------------- | -------------- |
| Arun Homraruen | Mistral | 14   | 28   | 20   | DSQ  | 15   | 30   | 26   | 21   | 17   | 13   | 5    | 189            | 21             |

M = Medaljlopp; EL = Eliminerad – gick inte vidare till medaljloppet;

## Taekwondo
| Idrottare                  | Gren             | Åttondelsfinaler               | Kvartsfinaler        | Semifinaer               | Återkval             | Bronsmatch           | Final                | Final            |
| Idrottare                  | Gren             | Motståndare Resultat           | Motståndare Resultat | Motståndare Resultat     | Motståndare Resultat | Motståndare Resultat | Motståndare Resultat | Placering        |
| -------------------------- | ---------------- | ------------------------------ | -------------------- | ------------------------ | -------------------- | -------------------- | -------------------- | ---------------- |
| Ussadate Sutthikunkarn     | Herrarnas −58 kg | Mouroutsos (GRE) L 2–5         | Gick inte vidare     | Gick inte vidare         | Gick inte vidare     | Gick inte vidare     | Gick inte vidare     | Gick inte vidare |
| Kriangkrai Noikoed         | Herrarnas −80 kg | Karami (IRI) L 12–16           | Gick inte vidare     | Gick inte vidare         | Gick inte vidare     | Gick inte vidare     | Gick inte vidare     | Gick inte vidare |
| Yaowapa Boorapolchai       | Damernas −49 kg  | Yagüe (ESP) W 9–5              | Labrada (CUB) L 1–3  | Gick inte vidare         | Bye                  | Gonda (CAN) W 2–(−1) | Mora (COL) W 2–1     | 3                |
| Nootcharin Sukkhongdumnoen | Damernas −57 kg  | Athanasopoulou (GRE) W 6–6 SUP | Chi S-J (TPE) W 2–1  | Abdallah (USA) L 7–7 SUP | Bye                  | Reyes (ESP) L 3–6    | Gick inte vidare     | 5                |

## Tennis
| Spelare             | Gren       | Omgång 1                      | Omgång 2          | Åttondelsfinaler  | Kvartsfinaler     | Semifinaler       | Final / BM        | Final / BM       |
| Spelare             | Gren       | Motståndare Poäng             | Motståndare Poäng | Motståndare Poäng | Motståndare Poäng | Motståndare Poäng | Motståndare Poäng | Placering        |
| ------------------- | ---------- | ----------------------------- | ----------------- | ----------------- | ----------------- | ----------------- | ----------------- | ---------------- |
| Paradorn Srichaphan | Herrsingel | Johansson (SWE) L 2–6, 3–6    | Gick inte vidare  | Gick inte vidare  | Gick inte vidare  | Gick inte vidare  | Gick inte vidare  | Gick inte vidare |
| Tamarine Tanasugarn | Damsingel  | Widjaja (INA) L 6–1, 2–6, 1–6 | Gick inte vidare  | Gick inte vidare  | Gick inte vidare  | Gick inte vidare  | Gick inte vidare  | Gick inte vidare |